# ريكاردو أوريلانا
ريكاردو أوريلانا (بالإسبانية: Ricardo Orellana)‏ (19 يناير 1987 بسان سلفادور في السلفادور - ) هو لاعب كرة قدم سلفادوري في مركز الهجوم. شارك مع منتخب السلفادور تحت 17 سنة لكرة القدم ومنتخب السلفادور تحت 20 سنة لكرة القدم. أما مع النوادي، فقد لعب مع أتلتيكو مارته ‏ وسان سلفادور ‏ وأونسي مونيسيبال ‏ وA.D. Chalatenango ‏ وC.D. Dragón ‏ وCD Aguiluchos USA ‏ ونادي لويس أنخيل فيربو.

## وصلات خارجية
- ريكاردو أوريلانا على موقع إي إس بي إن إف سي (الإنجليزية)
- ريكاردو أوريلانا على موقع قاعدة بيانات كرة القدم.إي يو (الإنجليزية)